# Avia BH-11
Avia BH-11 (vojenské označení B-11) byl lehký celodřevěný vzpěrový dolnoplošník, který vznikl úpravou letounu BH-9, a sloužil jako školní, kurýrní a sportovní. Je dílem mladých konstruktérů Pavla Beneše a Miroslava Hajna z továrny Avia, Miloš Bondy a spol., továrna na letadla, Praha-Holešovice.

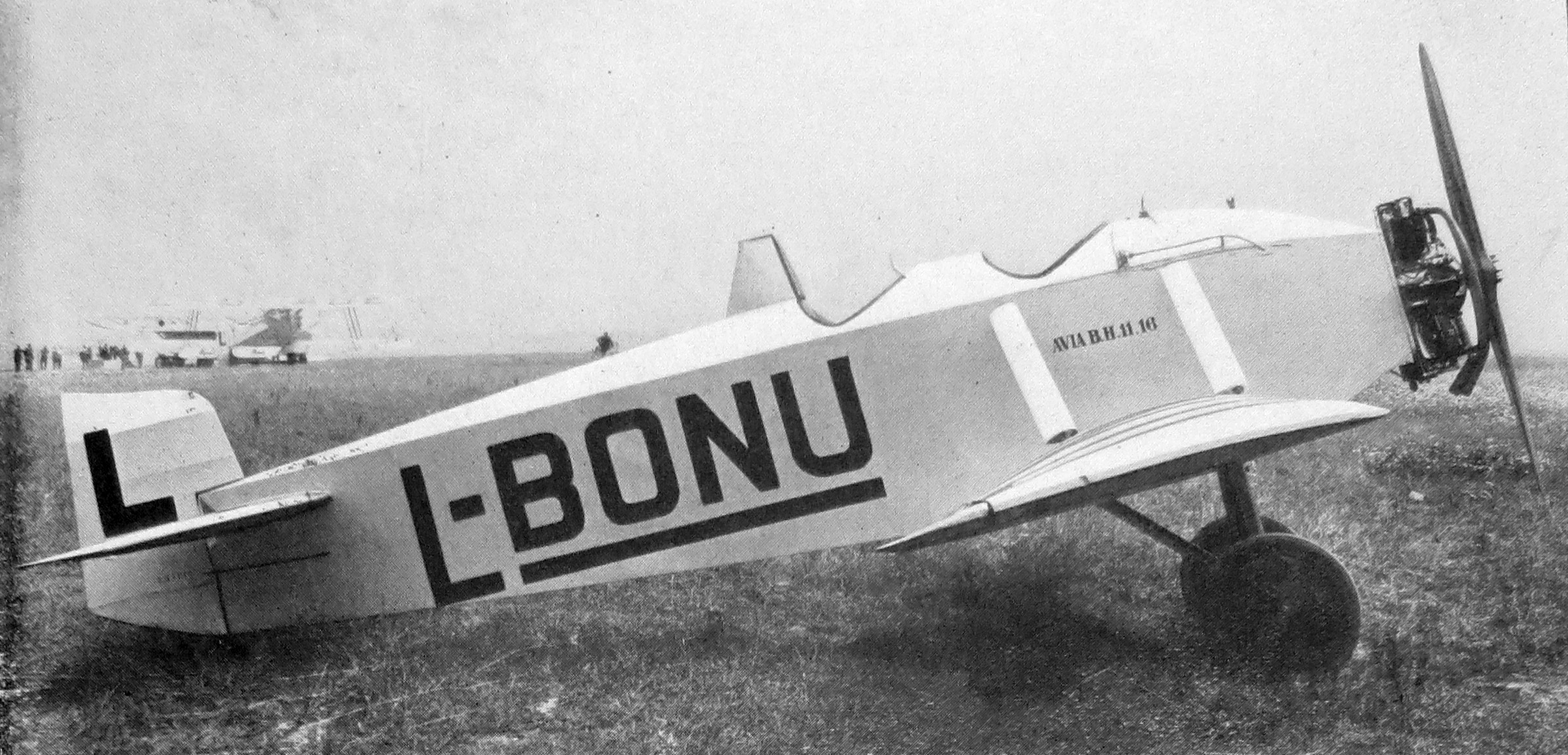
Avia BH-11.16 a Walter NZ-60 (L-BONU). Letounu výr. č. 16 byla 17. 7. 1924 původně přidělena imatrikulace L-BONB. Po incidentu byl opraven a přeimatrikulován 4. 8. 1928 na L-BONU.

## Vznik a vývoj
Avia BH-11 přímo navazuje na svého předchůdce, letoun Avia BH-9. Od BH-9 se liší tvarem první přepážky za motorem (u BH-9 eliptická, u BH-11 obdélníková), většími nádržemi a změnami v palivové instalaci. Na fotografiích jsou oba letouny téměř nerozeznatelné, pokud není vidět označení, nebo detail první přepážky (hned za motorem).
Dolnokřídlý, dvoumístný jednoplošník se dočkal v letech 1924-1929 několika provedení ve více než 10 variantách. Původně spojovací letoun byl později využíván jako školní nebo jako sportovní letoun.
Avia BH-11 bylo první československé letadlo pilotované Zdeňkem Lhotou, které v červenci 1924 přeletělo kanál La Manche a přistálo na anglické půdě.
V květnu 1928 zakoupila licenční výrobní práva na BH-11 švýcarská firma Schauer z Lausanne. Výrobu provedla společnost Aéro S.A. v Lausanne. Stačila však postavit pouze jediný stroj. Vzorový letoun L-BONS dodaný do Švýcarska létal s imatrikulacemi CH-230 a HB-ORI. Až do roku 1948 létal s původním motorem Walter NZ-60.
Přesný počet vyrobených letounů "řady" BH-11 není znám. V civilní leteckém rejstříku bylo postupně zapsáno 14 letadel všech variant. Poslední z nich byl z československého rejstříku vymazán 23. srpna 1937.
V roce 1924 vznikl z původní BH-11 sportovní a turistický letoun BH-12. Profil křídla tohoto letounu se směrem k trupu - na rozdíl od BH-11 - zužoval jen nepatrně.

## Popis letounu
Letoun BH-11 měl dřevěný trup obdélníkového průřezu se dvěma otevřenými prostory pro letce sedící za sebou. Letadla měla dvojí řízení, řízení instruktora bylo v zadním prostoru, v předním bylo vypínatelné (později spolehlivější stálé) řízení pro žáka. Na hřbetě trupu za zadním pilotním prostorem byla pyramida, chránící hlavy letců při převrácení letadla na zemi. Palivová nádrž byla v trupu za motorem, za zadním sedadlem byl zavazadlový prostor. Ocasní plochy tvořila svislá ocasní plocha bez pevné části (charakteristický znak letadel Avia té doby – pevnou část nahrazovala vysoká plochá zadní část trupu) a samonosná (bez vzpěr) vodorovná ocasní plocha s pevným stabilizátorem (možnost nastavení na zemi pomocí podložek). Ovládání kormidel pomocí zdvojených ocelových lan. Křídla byla dřevěná polosamonosná, potažená po zadní nosník překližkou a jako celek plátnem, byla osazena křidélky, klapky neměla. Křídlo mělo nejtlustší profil v místě upevnění vzpěr, k trupu i ke koncům se profil ztenčoval. Křídlo i ocelové vzpěry byly spojeny s trupem i navzájem kloubovými vzpěrami, které byly rozebíratelné, a křídlo bylo možno ve dvou lidech snadno demontovat. Letadlo mělo pevný kolový podvozek (možno namontovat lyže) s ostruhou, a pevnou (nestavitelnou) dřevěnou vrtuli.
Letadlo bylo schopné plné akrobacie, která však byla po několika nehodách v září 1924 zakázána, a povolena znovu až za dva roky. Příčinou zákazu bylo podezření na nedostatečnou pevnost konstrukce, ale svou roli na nehodách měl i u nás zavedený letecký výcvik na velmi stabilních dvouplošnících Brandenburg, který nedostatečně připravil piloty na pilotáž mnohem obratnějších a nestabilnějších dolnoplošníků.
Všem malým dolnoplošným Aviím (BH-5, BH-9, BH-10 i BH-11) se říkalo "Boska". Tento název pocházel z imatrikulace L-BOSA letadla BH-5, se kterým pilot JUDr. Zdeněk Lhota v roce 1923 získal několik vítězství v leteckých závodech.

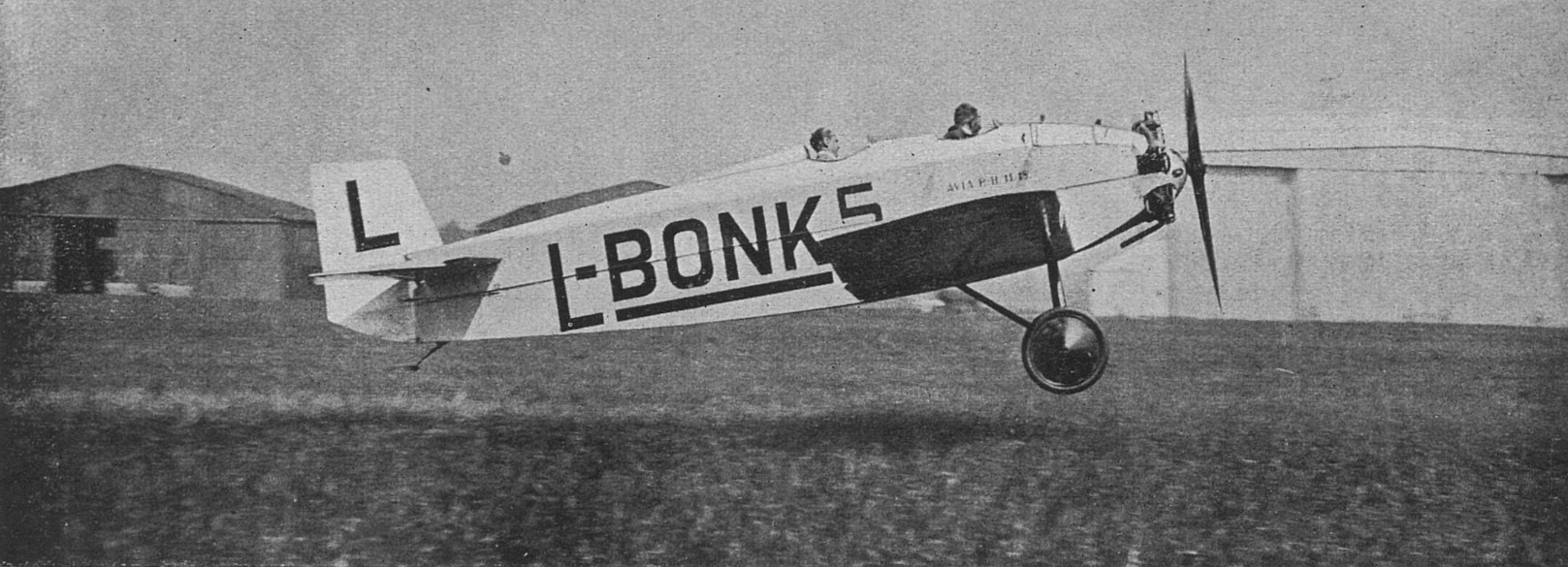
Avia BH-11C (L-BONK, výr. č. 18), Zdeněk Lhota startuje do závodu na pařížském Orly (1926)

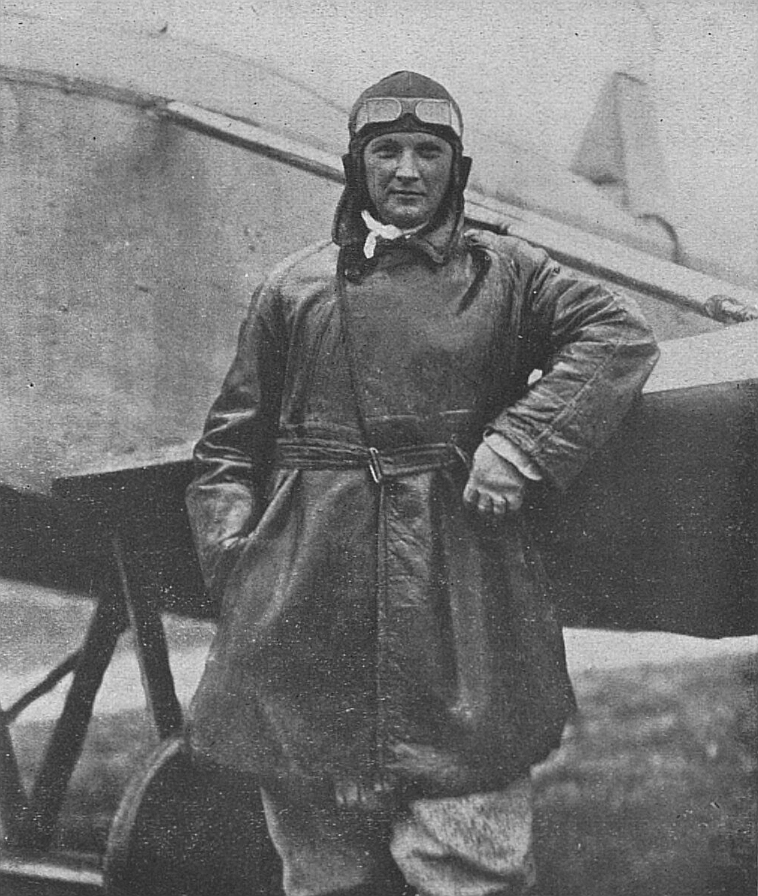
Zdeněk Lhota (1926), vítěz z pařížského Orly

## Použití
- Největším úspěchem typu BH-11 byla jeho oblíbenost a dlouhá služba (některé BH-11 létaly až do okupace), zasloužená spolehlivostí, levným provozem, dobrými letovými vlastnostmi a dobrými výkony na tak malé letadlo.
- Dne 27. června 1924 startoval pilot JUDr. Zdeněk Lhota z Prahy na sériovém, kurýrním letadle Avia BH-11 Walter NZ k letu do Belgie a Francie. Jednalo se o propagační dálkový a etapový přelet na trati Praha – Brusel – Paříž – Londýn – Paříž – Praha. Přes nepříznivý vítr byl čistý čas letu s BH-11 (L-BONB) z Prahy do Bruselu 7 hod. 10 min. V Bruselu byl takový zájem o letadlo, že opakované předvádění letadla prodloužilo pobyt o celý týden. Podobně tomu bylo i v Paříži, kde bylo předváděno na letištích Le Bourget a Villacoublay. Následovala ještě návštěva Londýna a návrat do Paříže. Bylo to poprvé, co československé letadlo přeletělo kanál La Manche a přistálo na anglické půdě. Na přání technických kruhů zanechal Lhota letadlo v Paříži. Celková trať takto ukončeného propagačního letu dosáhla délky 1800 km.[8]
- V rychlostním závodě o cenu prezidenta republiky v roce 1924 obsadili v kategorii „B“ na BH-11: pilot Sládek druhé místo, pilot Kolomazník čtvrté místo, pilot npor. Josef Hamšík páté místo, pilot Čermák šesté místo, pilot Josef Cinibulk sedmé místo a pilot ppor. Jíra osmé místo (první a třetí místo obsadili letci na jednomístných BH-10).
- V dubnu 1925 letěl JUDr. Zdeněk Lhota na BH-11 (L-BONB) z Prahy přes Vídeň, Bukurešť, Sofii, Varšavu zpět do Prahy.
- Tovární pilot Avie Karel Fritsch na BH-11E (L-BONH) zvítězil v mezinárodním závodě Coppa d'Italia 12.-19. listopadu 1925. Ten se odehrál na trati dlouhé 325 km v trojúhelníku Centocello - Ciampino - Montecelio. Závodu přihlížel italský král Viktor Emanuel III. a italský ministerský předseda Benito Mussolini. Druhý den probíhaly zkoušky měření spotřeby paliva a oleje a v závěrečný den byly zkoušeny maximální a minimální rychlost letu (max. 70 km/h). Po vyhodnocení výsledků byl vyhlášen vítězem Karel Fritsch a dosáhl tak pro továrnu Avia velmi cenného mezinárodního úspěchu.[9]
- Pilot JUDr. Zdeněk Lhota zvítězil na BH-11C (L-BONK) na mezinárodních závodech turistických, lehkých letadel v Paříži na letišti Orly, šéfpilot Avie Karel Fritsch na BH-11C (L-BONI) byl druhý (1926).[10]
- V roce 1926 měla firma Avia obhajovat cenu Coppa d'Italia v soutěži dvousedadlových letadel se stroji BH-11. Ty byly dle předběžných zkoušek v tak dokonalém stavu, že bylo upuštěno od dalších zkoušek. Přesto se 8. října Lhota rozhodl provést s BH-11C (L-BONI) na letišti Montecelio (Aeroporto Alfredo Barbieri di Guidonia) u Říma zkoušku střemhlavého letu z výšky 1000 metrů až na výšku 50 metrů. Letěl s plným zatížením i s mechanikem Volejníkem. Při sestupu se odtrhl plátěný potah křídla a došlo k destrukci křídla při letu střemhlav. Při nastalé havárii pilot i mechanik zahynuli. Následovala tryzna s poctami v Římě, vojenský doprovod na hranice Itálie, slavný pohřeb v Praze a uložení ostatků do hrobu na pražském Vyšehradě.[11] Pamětní list 1. výročí tragického úmrtí podepsal sám prezident T. G. Masaryk. V místě havárie je dodnes udržován pomník. Jeho další projekty o rozšíření letecké turistiky nebo o dálkových letech např. do Japonska tak přervala smrt. JUDr. Zdeněk Lhota dříme svůj věčný sen na posvátném Vyšehradě.[12]
- Posádka pilot Václav Bican a mechanik ing. Václav Kinský na BH-11C (L-BONK) zvítězila v Coppa d'Italia 1926. Dvojím vítězstvím (1925, 1926) byla definitivně získána cena Coppa d'Italia (Italský pohár).[13] Tento letoun s výr. č. 18 později létal s imatrikulací OK-IZZ[6] v Západočeském aeroklubu v Plzni až do roku 1937. Potom byl vystaven v Západočeském muzeu a v 60. letech 20. století převezen do tehdy vznikajícího Leteckého muzea ve Kbelích, kde je dodnes.[4]
- Tovární pilot Avie kpt. v.v. Vladimír Černý dosáhl na BH-11B (L-BONM) 6. prosince 1927 světového rekordu FAI na vzdálenost na okruhu s výkonem 1 740,728 km, v kategorii jednomístných letadel o prázdné hmotnosti 200–350 kg. Pro rekordní lety bylo letadlo opravdu jednomístné, místo předního sedadla byla palivová nádrž. Letěl s překomprinovaným motorem Walter NZ-60 o výkonu 75 HP.[14]

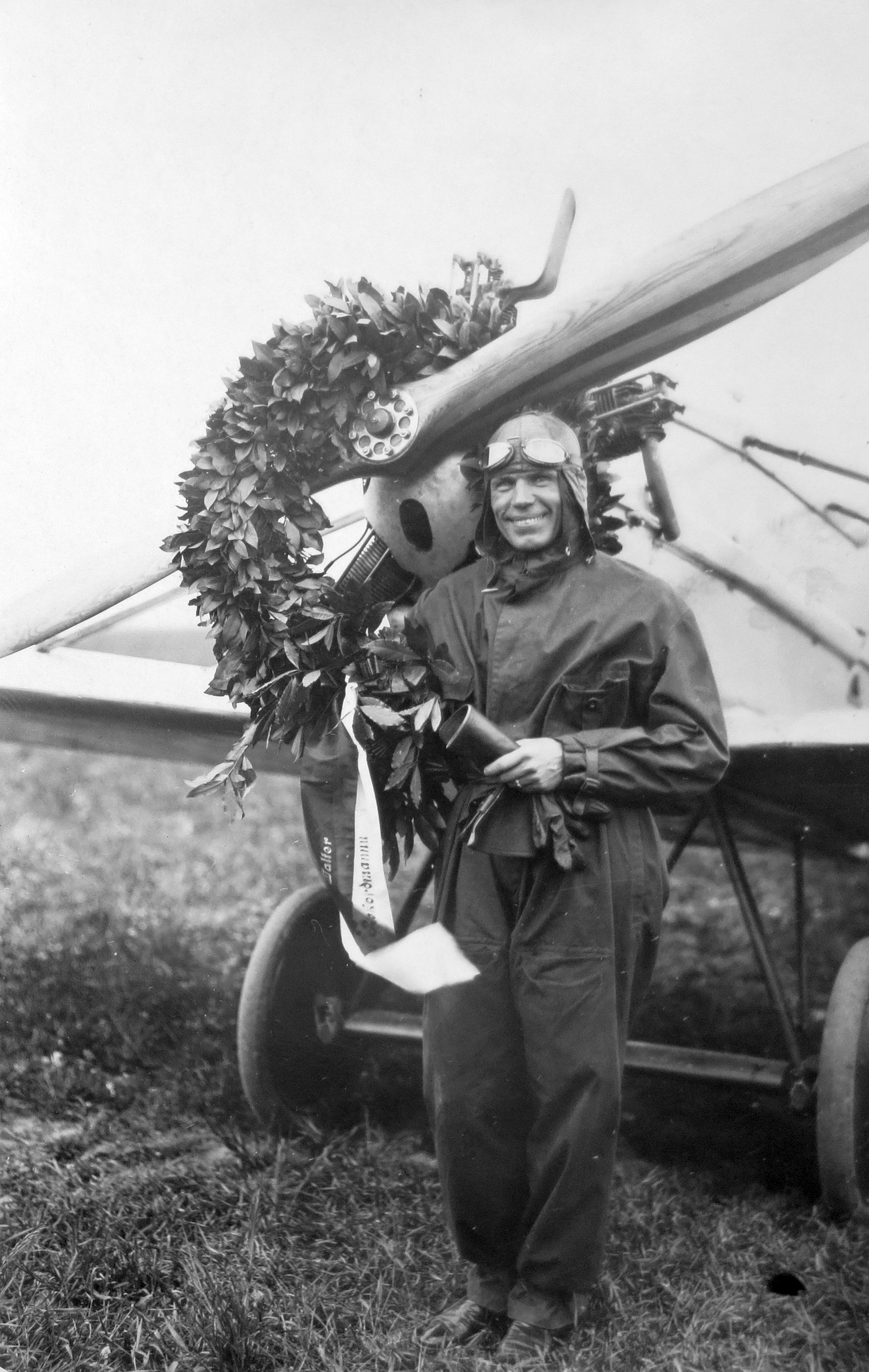
Walter NZ-60 a Avia BH-11B - A. Vicherek (světový rekord na okruhu, 6-7.6.1928)

- Pilot mjr. Alois Vicherek dosáhl na témže BH-11B (L-BONM) o půl roku později, 6. června 1928 světového rekordu na vzdálenost na okruhu s výkonem 2 500 km. Tento rekord byl překonán až v roce 1933.[4]

- Pilot mjr. Alois Vicherek dosáhl na témže BH-11B (L-BONM) v roce 1928 světového rekordu na vzdálenost v přímé linii na trati Praha – Moskva – Kazaň – Omsk s výkonem 2011 km. Plánoval sice ještě delší let, ale v noci ve sněhové vánici mu zamrzl karburátor, takže musel nouzově přistát za Moskvou u Bědnoděmjanska a byl lehce zraněn. Na rekord to ale stačilo. Jeho BH-11B vážilo prázdné 340 kg, ale vzlétalo s hmotností 820 kg, neslo tedy 480 kg, to je o 140 kg víc, než samo vážilo.[7]
- Pilot škpt. František Malkovský v roce 1928 předváděl BH-11 (L-BONS) ve Švýcarsku, předváděl zde akrobacii a zvítězil v Mezinárodních závodech lehkých letadel.
- Pilot mjr. František Klepš na BH-11B (L-BABG) získal sedmé místo na leteckých závodech turistických letadel Challenge 1929. Časy vítězství už byly pryč, konkurenti již BH-11 předstihli.

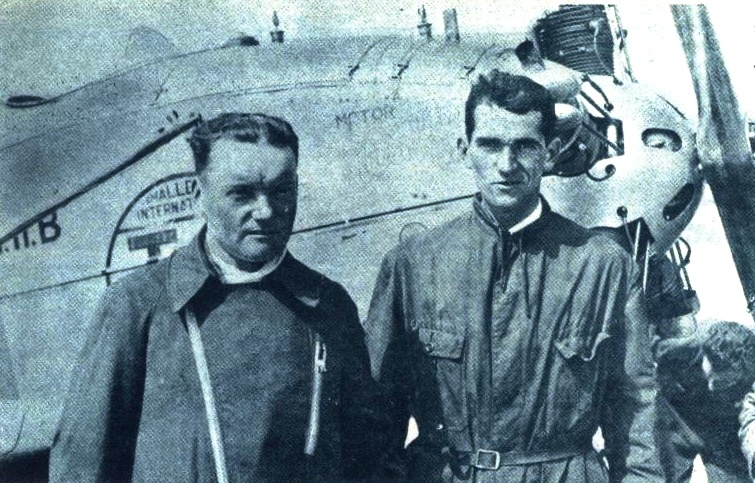
Pilot František Klepš a mechanik Bartl při závodu Challenge International de Tourisme 1929

## Varianty BH-11
Letadla byla vyráběna v mnoha (níže uvedených) variantách; některá letadla nejsou jednoznačně zařaditelná do udávaných variant, protože byla během služby přeznačena nebo přestavěna, u jiných se nedochovaly informace o variantě, ve které bylo toto letadlo vyrobeno. MNO objednalo pro armádu celkem 25 letadel BH-11 různých variant. Armáda později prodala svoje letadla civilním uživatelům, především aeroklubům a MLL. Firma Avia vyrobila pro sebe ještě několik továrních letounů s civilní imatrikulací, které používala jako předváděcí a k účasti na závodech. Některé z těchto továrních letounů byly rovněž později prodány dalším uživatelům.
- BH-11 (vojenské označení letadla B-11), MNO objednalo pro armádu 15 ks Bš-11 a 10 ks Bk-11
  - Bš-11 – školní verze (počet kusů neuveden, takto byly označeny stroje z původní objednávky 15 ks B-11, použité k výcviku pilotů)
  - Bk-11 – kurýrní verze, MNO objednáno pro armádu 10ks (mezi těmito 10ks byly i stroje v provedení A, B, C, p – viz níže)
  - Bk-11A – Bk-11 poháněná šestiválcovým motorem Anzani 6A3 o výkonu 70 HP původně pohánějící Avii BH-5 (počet kusů neuveden)
  - Bk-11B – Bk-11 se zvětšenými nádržemi pro dálkové lety (počet kusů neuveden)
  - Bk-11C – Bk-11 se zvětšenou nádrží na obrys trupu (sic) (počet kusů neuveden)
  - Bk-11p – Bk-11 s pevnějším podvozkem (počet kusů neuveden)
- BH-11A – tovární letoun, prodaný v roce 1928 do Švýcarska jako vzor pro licenční výrobu. Švýcarský výrobce však zbankrotoval po jediném vyrobeném kusu. Vzorová BH-11A dostala švýcarskou imatrikulaci CH-230, později nový motor Lycoming, a létala až do havárie v roce 1952.
- BH-11B – tovární letoun imatrikulovaný L-BONM se zvětšenými nádržemi a zaoblenými konci křídel vznikl v roce 1927 pro dálkové lety. Při rekordních letech byla v místě předního sedadla (v těžišti letounu) umístěna další palivová nádrž a prostor byl zakryt. Letadlo bylo po této úpravě jednomístné (počet vyrobených letounů není uveden, podle některých pramenů byly tři, ale zde mohlo dojít k záměně s „Antilopami“)
  - BH-11B „Antilopa“  – tovární letadla pro šestidenní závod turistických letadel Challenge v roce 1929, vyrobeny 4 kusy. První dvě „Antilopy“ v.č.1001 (později OK–LIQ) a v.č.1004 byly velmi štíhlé, ale neosvědčily se a do závodu nebyly vyslány. Závodu se zúčastnily letouny L-BABH a L-BABG s motorem Walter Vega o výkonu 85 HP, většími palivovými nádržemi, sníženou pyramidou za hlavou pilota a lomenou osou podvozku.
- BH-11C – tovární letadla s většími palivovými nádržemi a většími křídly, firma Avia si v roce 1924 vyrobila tři kusy pro účast v závodech, měly imatrikulaci L-BONB, L-BONI a L-BONK (tato se dochovala a je v Leteckém muzeu Kbely). Tato letadla létala jak s vysokou, tak později se sníženou pyramidou na trupu.
- BH-11E – tovární letadlo označené L-BONH pro závod Coppa d'Italia 1925; BH-11E vznikla přestavbou z BH-9.12 (taky s imatrikulací L-BONH). Speciálně upravená BH-11 se zvětšenou nosnou plochou křídel z 13,6 m2 na 15,64 m2 byla schopna dosáhnout minimální rychlosti 67,5 km/h.[7]

Historie a činnost BH-11 ovšem neskončila rokem 1929 ukončením výroby. Ještě dlouhá léta bylo možno vidět tato spolehlivá letadla na vojenských i civilních letištích, ve službách soukromníků i aeroklubů. Ještě těsně před válkou létala jedna BH-11, kterou si její vlastník po domácku upravil, opatřil krytou kabinou a motorem Walter Junior.
Tovární označení letadel Avia bylo BH, protože takto značili svoje letadla konstruktéři Ing. Pavel Beneš a Ing. Miroslav Hajn. Vojenské označení letadel Avia bylo B (prý podle majitele firmy Avia p. Miloše Bondyho), protože A už mělo Aero. Číslo za tečkou je číslo konkrétního letadla. Imatrikulace československých civilních letadel od roku 1919 byla L-B a tři písmena (např. L-BONH), později (od roku 1930) byla změněna na OK- a tři písmena (např. OK-LIQ). Při samotné změně byla tato tři písmena zachována, takže např. L-BXYZ by se změnilo na OK-XYZ.

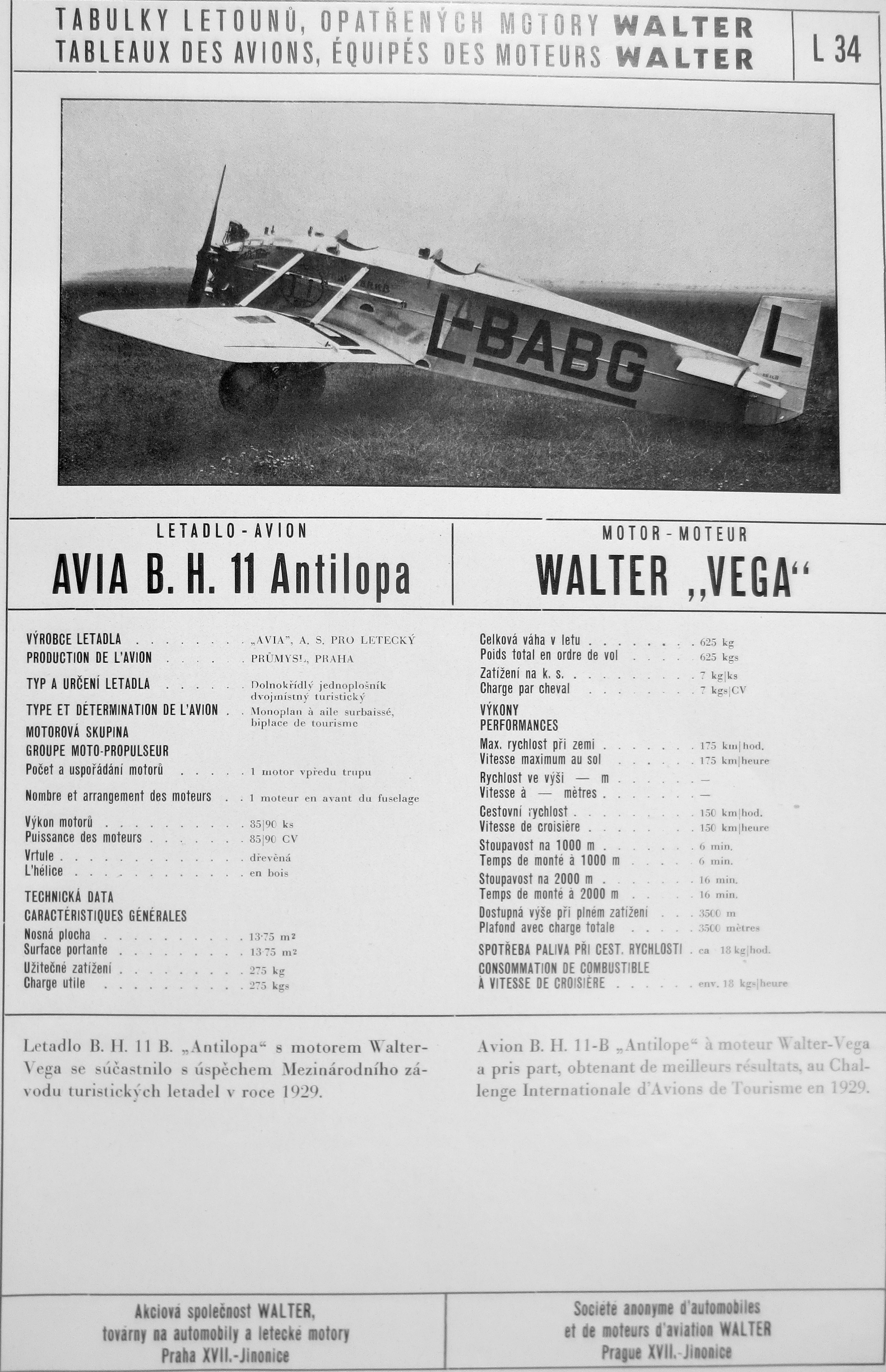
Avia BH-11B Antilopa a Walter Vega

## Specifikace

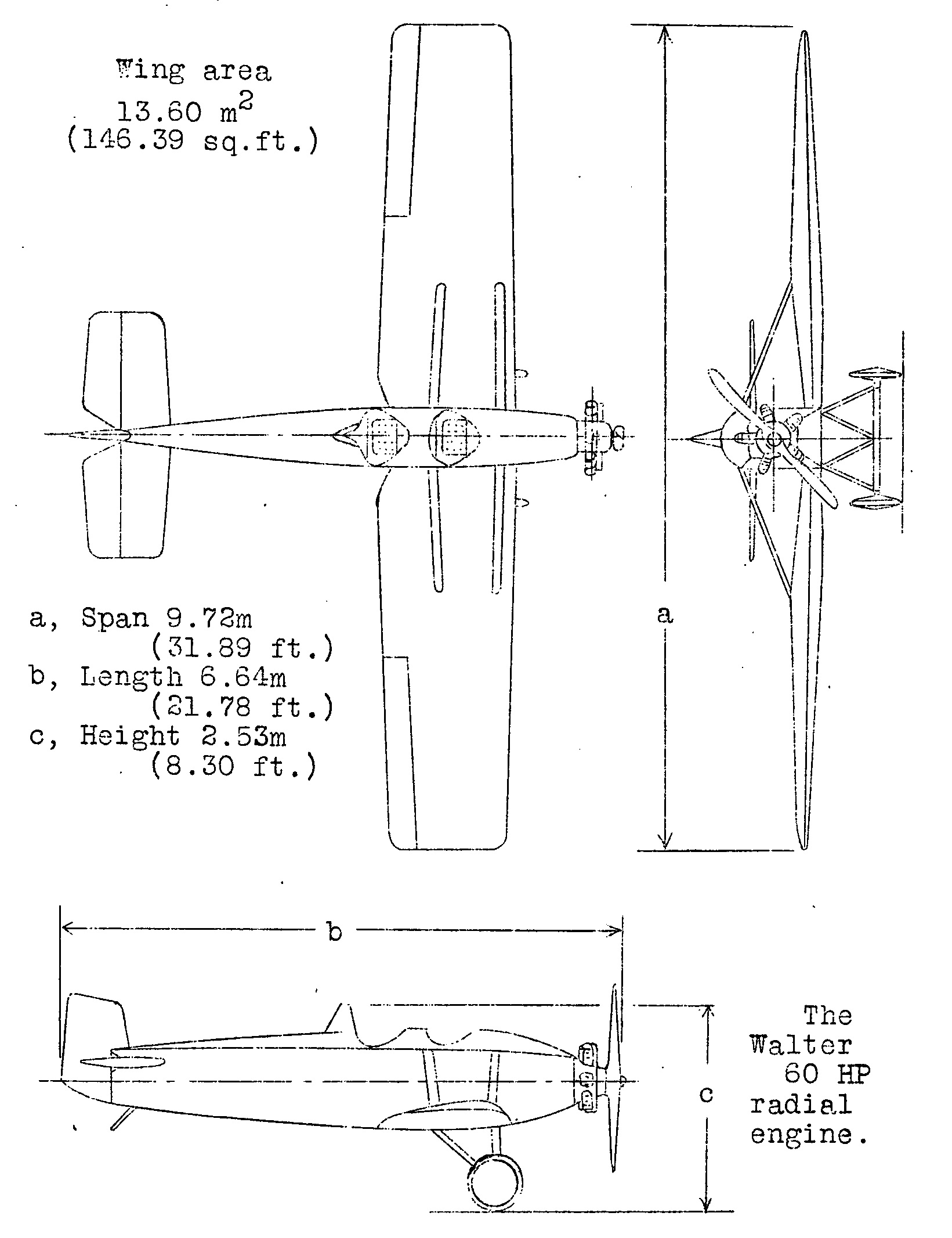
Avia BH-11

Data dle 

### Typ: BH-11, turistické, kurýrní a školní letadlo
- Osádka: 2
- Rozpětí: 9,72 m
- Délka: 6,64 m
- Nosná plocha: 13,6 m2
- Hmotnost prázdného letounu: 351 kg
- Vzletová hmotnost: 579 kg
- Maximální rychlost: 155 km/h
- Cestovní rychlost: 125 km/h
- Dostup: 4000 m
- Dolet: 600 km
- Čas výstupu: 10 min. na 2000 m
- Motor: Walter NZ-60 o výkonu 60 HP

### Typ: BH-11B Antilopa, sportovní letadlo
- Osádka: 2 (v úpravě pro dálkové lety 1)
- Rozpětí: 10,4 m
- Délka: 6,82 m
- Nosná plocha: 13,75 m2
- Hmotnost prázdného letounu: 350 kg
- Vzletová hmotnost: 625 kg
- Maximální rychlost: 175 km/h
- Cestovní rychlost: 150 km/h
- Dostup: 3500 m
- Dolet: 760 km
- Čas výstupu: 6 min. do 1000 m, 16 min. do 2000 m
- Motor: Walter Vega o výkonu 85 HP

### Typ: BH-11C sportovní letadlo
- Osádka: 2
- Rozpětí: 11,10 m
- Délka: 6,54 m
- Nosná plocha: 16,6 m2
- Hmotnost prázdného letounu: 322 kg
- Vzletová hmotnost: 545 kg
- Maximální rychlost: 150 km/h
- Cestovní rychlost: 135 km/h
- Dostup: 4000 m
- Dolet: 450 km
- Čas výstupu: 20 min. na 2000 m
- Motor: Walter NZ-60 o výkonu 60 HP

## Galerie

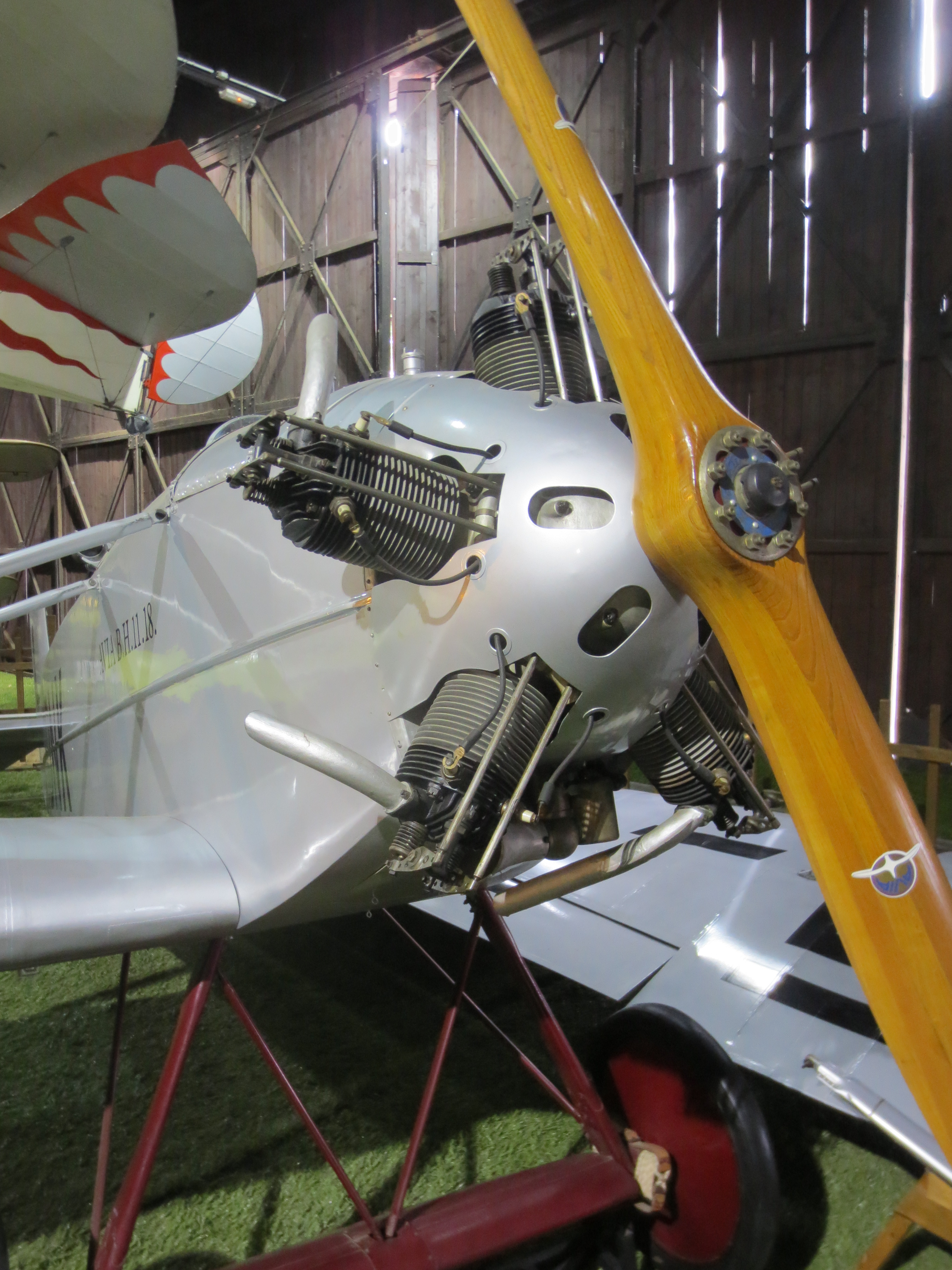
Avia BH-11C a Walter NZ 60 (Letecké muzeum Kbely)
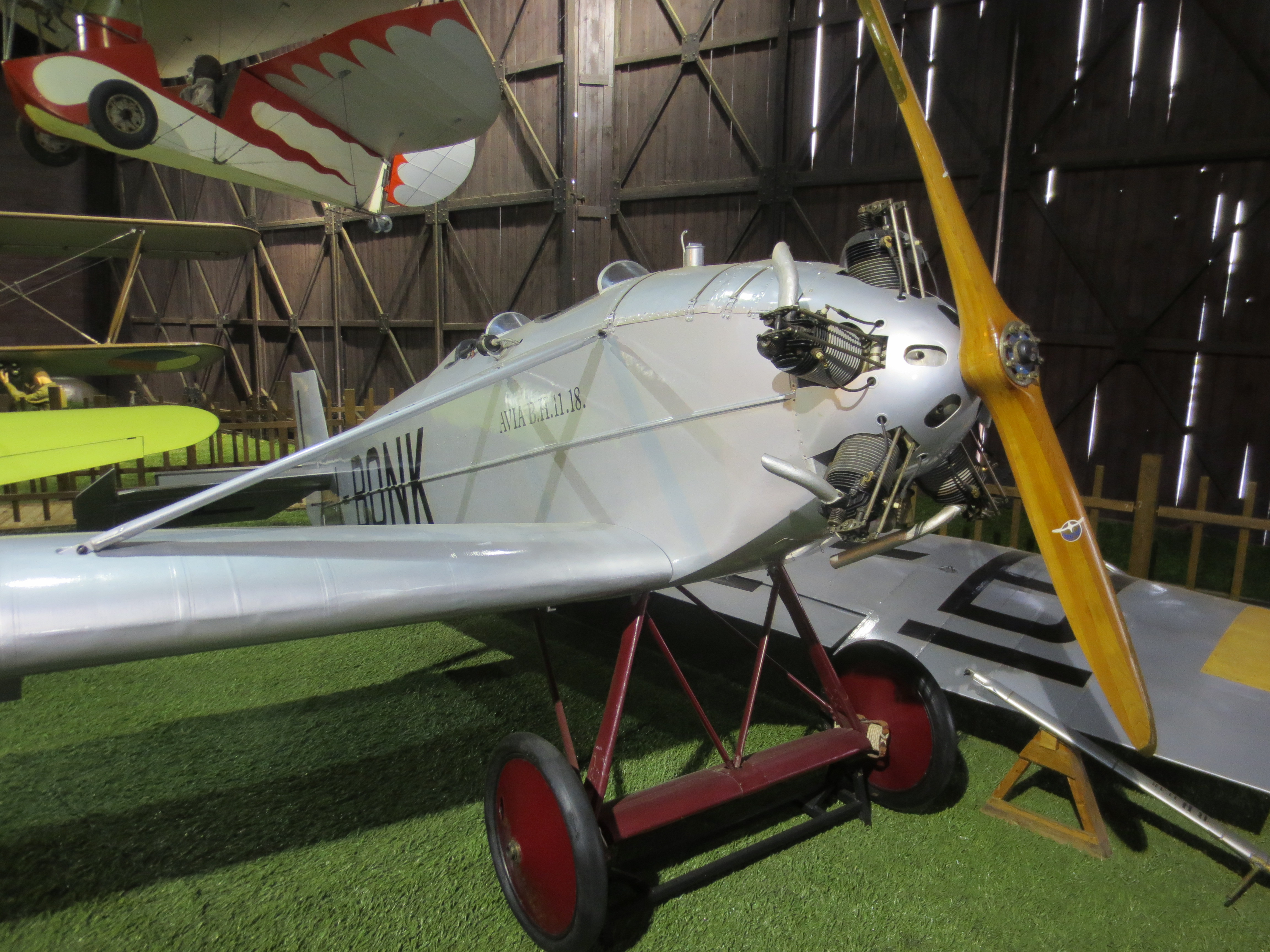
Avia BH-11 s motorem Walter NZ-60, Letecké muzeum Kbely
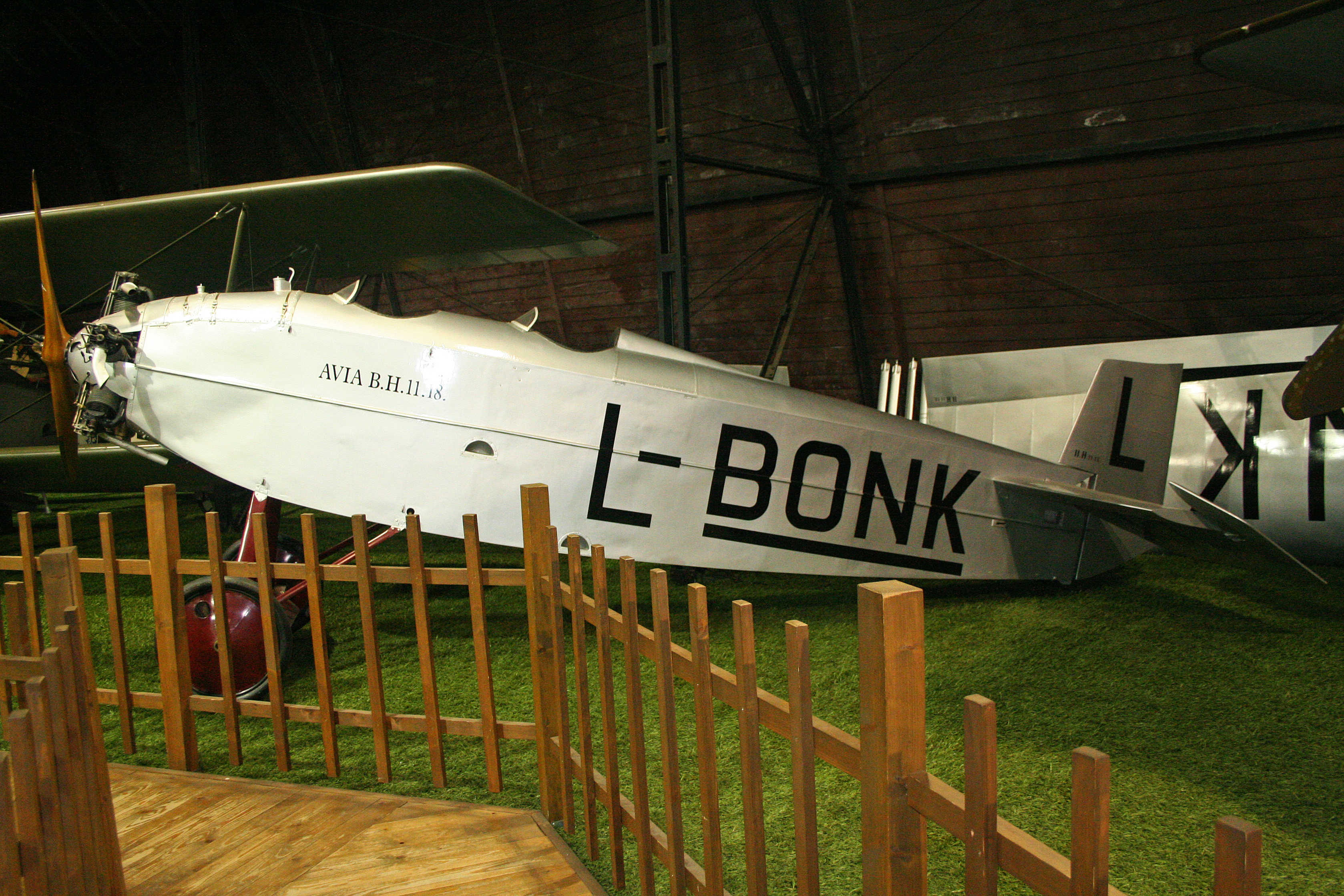
Avia BH.11C (L-BONK, BH.11-18)
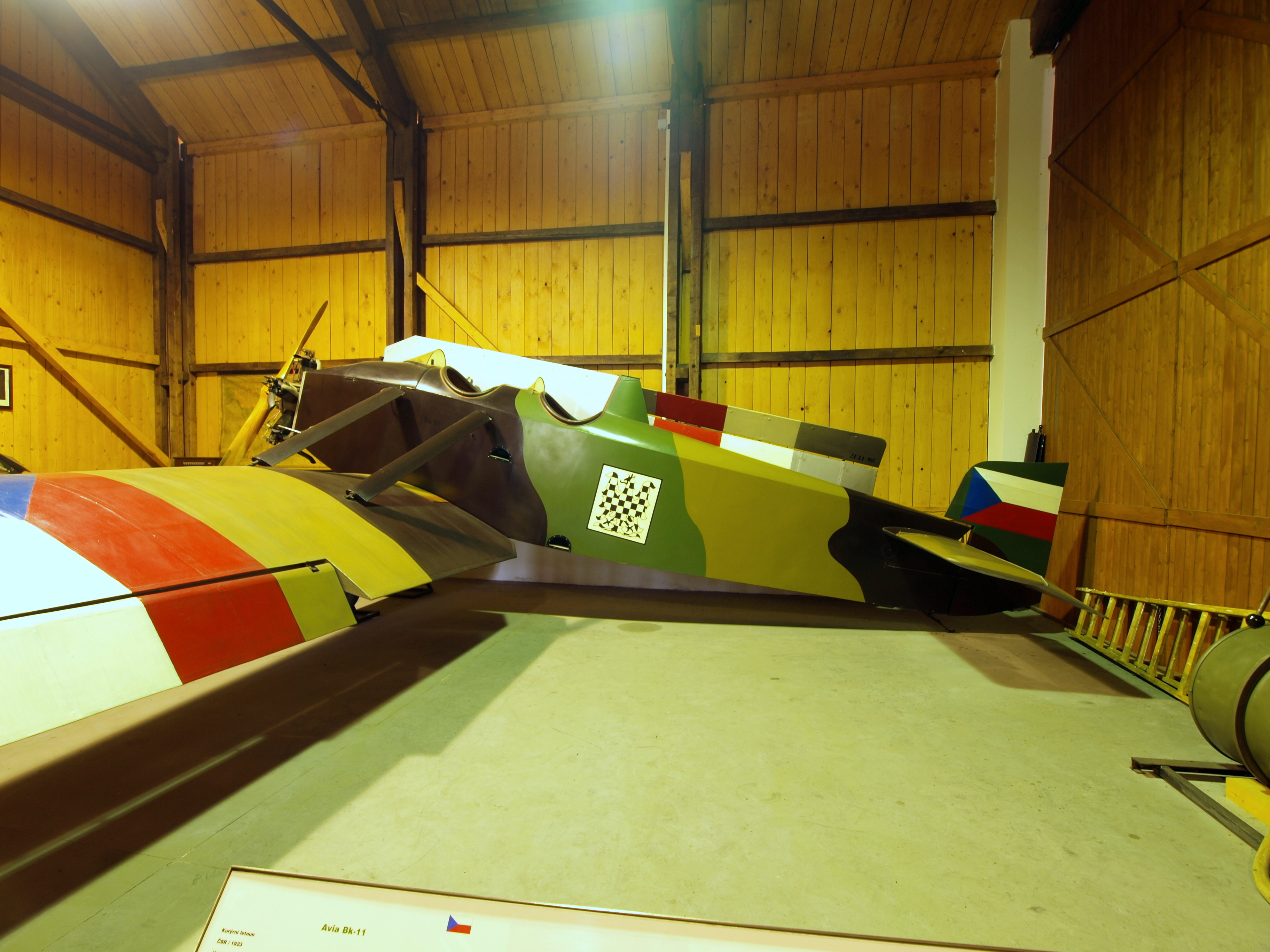
Avia Bk-11 (11-17)
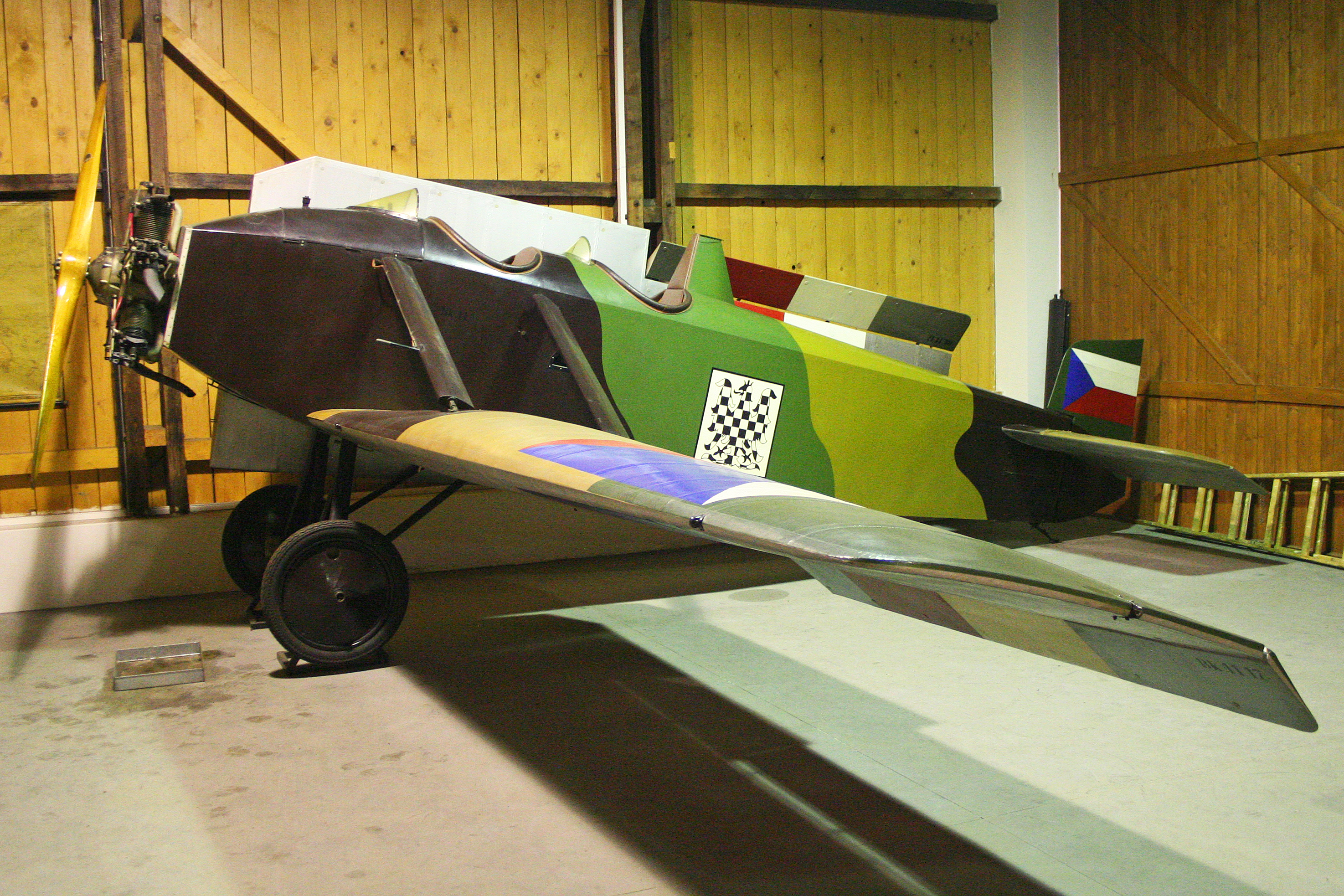
Avia Bk-11 (11-17)